# Gejza Šimanský
Gejza Šimanský (29. srpna 1924, Sečovce – 19. června 2007, Prešov) byl slovenský fotbalový útočník a reprezentant Československa. Za československou reprezentaci odehrál v letech 1947–1955 patnáct utkání a vstřelil sedm branek. Byl vůbec prvním Slovákem, který v československé reprezentaci navlékl kapitánskou pásku. Byl členem slavného týmu Slovanu Bratislava 50. let (tehdy klub nesl název Sokol NV) – získal s ním tři mistrovské tituly – roku 1949, 1950 a 1951. Zbytek kariéry strávil v Tatranu Prešov. V lize odehrál 212 zápasů a dal 85 gólů. Český sportovní novinář a historik Zdeněk Šálek o něm v encyklopedii Slavné nohy napsal: "Neobyčejně rychlý, technicky zdatný křídelní útočník." Vystudoval farmacii, po skončení hráčské kariéry se stal trenérem mládeže.